# Maxime Praz
Maxime Praz (10 gennaio 1988) è un giocatore di football americano svizzero che gioca nel ruolo di runningback per i Geneva Whoppers.